# برایراوکس (تگزاس)
برایراوکس، تگزاس(به انگلیسی: Briaroaks, Texas) شهری در ایالت تگزاس از ایالات جنوبی ایالات متحده آمریکا است. در سرشماری سال ۲۰۰۰، جمعیت این شهر ۵۲۹ نفر اعلام شد.